# Hashimoto (métro de Fukuoka)
Pour les articles homonymes, voir Hashimoto.
Hashimoto (橋本駅, Hashimoto-eki) est une station de la ligne Nanakuma du métro de Fukuoka. Elle est située dans l'arrondissement de Nishi à Fukuoka au Japon.

## Situation sur le réseau
Établie en souterrain, Hashimoto est la station terminus ouest de la ligne Nanakuma. Elle est située avant la station Jiromaru, en direction du terminus est Hakata.

## Histoire
La station Hashimoto est mise en service le 3 février 2005, lors de l'ouverture à l'exploitation des 16 stations de la ligne Nanakuma entre Tenjin-minami et Hashimoto.

## Services aux voyageurs

### Accès et accueil
La station est ouverte tous les jours.

### Desserte
Hashimoto est desservie par les rames de la ligne Nanakuma : 
- voies 1 et 2 : direction Hakata
- voie 3 : terminus

Installations et desserte
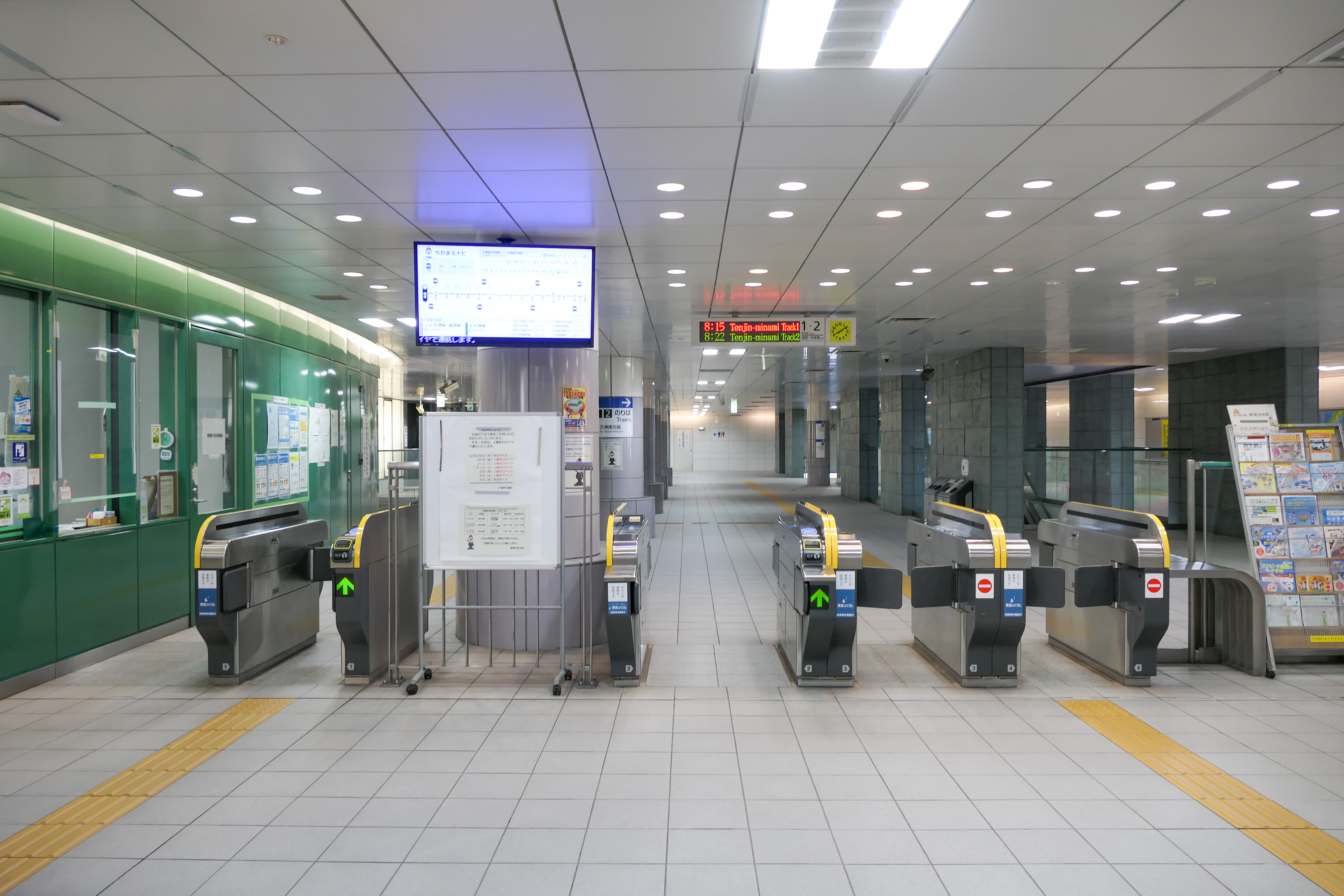
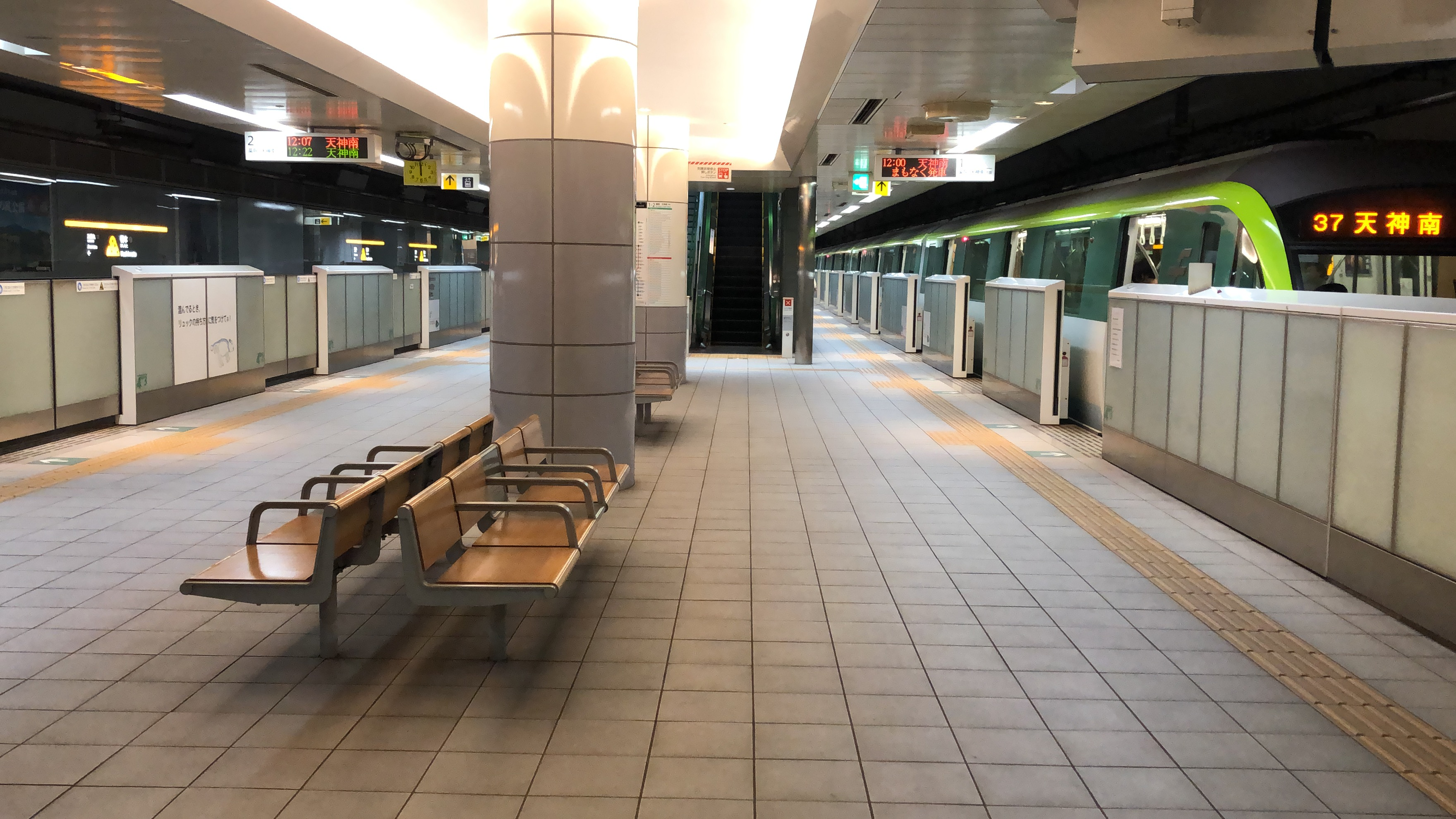